# 藍身燈鱂
藍身燈鱂，為輻鰭魚綱鯉齒目鯉齒亞目花鳉科的其中一種，分布於非洲愛德華湖、喬治湖、魯丘魯河等流域，體長可達5.5公分，屬肉食性，生活習性不明，可作為觀賞魚。